# Henry Allard

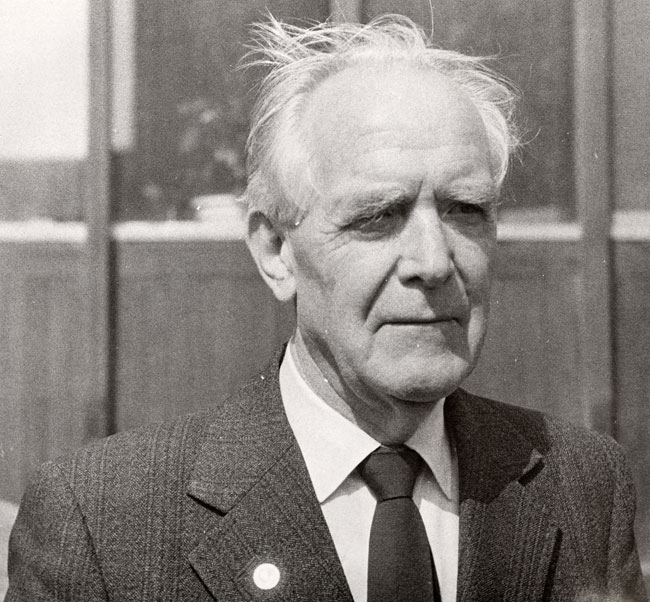
Henry Allard am Maifeiertag 1984

Karl Åke Henry Allard (* 21. November 1911 in Örebro; † 23. Oktober 1996 ebenda) war ein schwedischer Politiker der Socialdemokraterna.

## Biografie
Allard wurde 1943 erstmals als Vertreter der Socialdemokraterna zum Abgeordneten der Zweiten Kammer des Reichstags gewählt, der er bis zur Einführung des Einkammersystems 1970 angehörte. Anschließend war er bis 1979 Abgeordneter des Reichstags.
Zwischen 1956 und 1969 war er Vorsitzender des Reichssportbundes (Riksidrottsstyrelsen).
1969 wurde er zum Präsidenten der Zweiten Kammer des Reichstags gewählt. Nach der Parlamentsreform wurde er schließlich 1971 erster Präsident (talman) des Einkammerreichstags und übte dieses Amt bis 1979 aus. Trotz der Mehrheit des bürgerlichen Lagers aus Centerpartiet, Moderata samlingspartiet und Folkpartiet liberalerna unter dem neuen Ministerpräsidenten Thorbjörn Fälldin wurde er 1976 als Reichstagspräsident wiedergewählt.
Nach seinem Tode beschloss der Stadtrat seiner Geburtsstadt Örebro die Umbenennung des Zentralparks (Centralparken) in „Henry Allards park“.
| Vorgänger | Amt                           | Nachfolger         |
| --------- | ----------------------------- | ------------------ |
| —         | Reichstagspräsident 1971–1979 | Ingemund Bengtsson |

| Personendaten    | Personendaten                                                     |
| ---------------- | ----------------------------------------------------------------- |
| NAME             | Allard, Henry                                                     |
| ALTERNATIVNAMEN  | Allard, Karl Åke Henry (vollständiger Name)                       |
| KURZBESCHREIBUNG | schwedischer Politiker (Socialdemokraterna), Mitglied des Riksdag |
| GEBURTSDATUM     | 21. November 1911                                                 |
| GEBURTSORT       | Örebro                                                            |
| STERBEDATUM      | 23. Oktober 1996                                                  |
| STERBEORT        | Örebro                                                            |